# Otto Seele

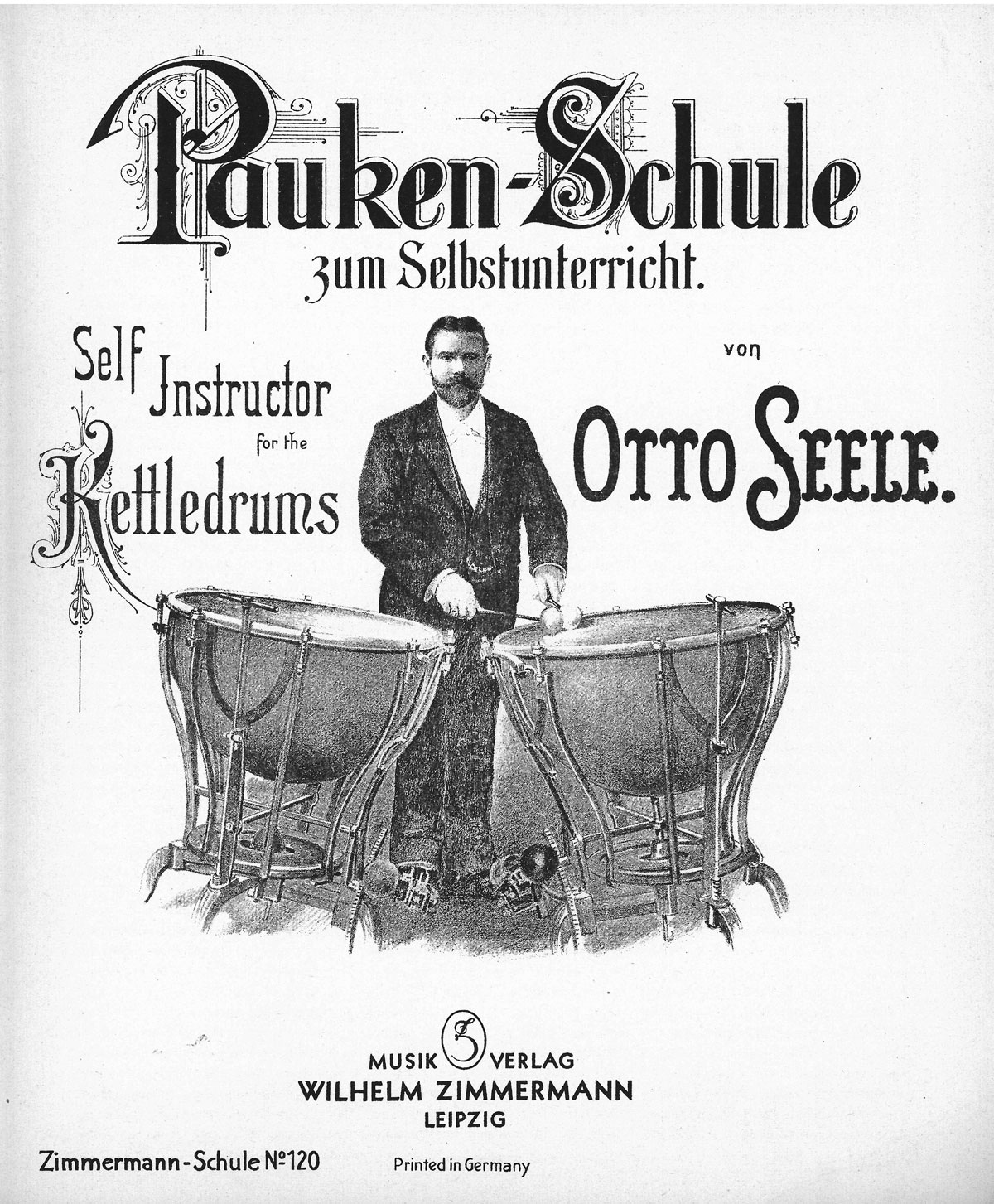
Titelblad till Seeles Pauken-Schule zum Selbstunterricht

Otto Bernhard Seele, född 15 juni 1856, död 4 januari 1935 i Leipzig, var en tysk slagverkare, kompositör och musikförläggare, verksam i Leipzig.